# سد كاتادا
سد كاتادا (باليابانية: سد كاتادا) هو سد ترابي يقع في محافظة ميه في اليابان. يستخدم السد لتزويد المياه. تبلغ مساحة مستجمعات السد 29.5 كيلومتر مربع، ويمكن للسد تخزين 1478 ألف متر مكعب من المياه. بدأ بناء السد عام 1921 واكتمل عام 1929. 